# 操山古墳群
操山古墳群（みさおやまこふんぐん）は、岡山県岡山市中区の操山丘陵一帯にある古墳群である。

## 概要
標高169メートルの操山から円山、笠井山に連なる丘陵地に約130基の古墳が確認されている。4世紀～5世紀の古墳時代前期から中期の古墳が約30基、6世紀～7世紀の古墳時代後期から終末期の古墳が約100基となっている。丘陵東部の笠井山には約30基の古墳があり特に笠井山古墳支群と呼ばれる。

## 主な古墳
操山古墳群の古墳の形体は、前方後円墳、円墳、方墳など様々である。後期から終末期にかけての古墳は合葬が可能な石組みの横穴式石室を持ち、丘陵全体に散在している。確認されている古墳には、番号が割り当てられている。ここでは特に名称のついている古墳を列記する。

### 萩の塚古墳
萩の塚古墳（はぎのづかこふん）は、操山山頂から東に延びた稜線の先端に位置する。操山9号墳。円墳で、墳丘は落剥により小振りなものとなっているが、本来は直径10メートル・高さ2.5メートル程度と推定されている。6世紀後半の造営と思われる。石室は横穴式で長さ8.2メートル・幅1.9メートル・高さ1.9メートルである。操山北麓の有力者の家族墓と推定される。近年まで石室内には防火用水・用具が置かれており、天井石には”火の用心”のペンキ跡が残っている。

### 旗振台古墳
旗振台古墳（はたふりだいこふん）は、操山の南西部、古代の瀬戸内海航路を望む尾根頂部に位置する。操山14号墳。明治時代中頃、大阪で米相場が立つと旗を振って知らせる連絡所がこの近くにあったことに由来する。一辺27メートル、高さ4メートルの方墳である。築造時期は古墳時代前期の5世紀前半と推定されている。墳頂部には葺石が施され、形象埴輪・円筒埴輪が巡らされていた。墳頂部中央に竪穴式石室が認められる。石室両脇に粘土槨がある。石室からは短甲・剣・刀・鉄鏃など、粘土槨からは冑・短甲・剣・刀・鉄鏃・ガラス玉・瑪瑙玉・勾玉などが出土した。

### 八畳岩古墳
八畳岩古墳（はちじょういわこふん）は、操山山頂と金蔵山古墳の中間付近の操山山塊主稜線上に位置する。操山19号墳。築造時期は古墳時代後期の6世紀後半と推定されている。直径15メートル、高さ3メートル程度の円墳であったと推計されているが墳丘は流失し概ね失われ横穴式石室が剥き出しとなっている。露出した石室の大きさが呼び名となった。石室は全長9メートル、玄室は長さ5.5メートル・幅1.6メートル・高さ1.6メートル。操山丘陵の北麓に住んでいた有力者の家族墓と思われる。

### 二股古墳
二股古墳（ふたまたこふん）は、八畳岩古墳と金蔵山古墳の中間付近の斜面に位置する。操山24号墳。斜面に築造された山寄せ造りの円墳で直径10メートル、高さ3メートルであったと推計される。6世紀末から7世紀初頭の古墳時代後期に造営されたと推定されている。横穴式の石室が二股に分かれた珍しい構造をしており、名称の由来となっている。開口部向かって左側が主室で長さ5メートル・幅1.2メートル・高さ1.7メートル、右側の脇室は長さ4.5メートル・幅1.2メートル・高さ1.3メートル。

### 金蔵山古墳
金蔵山古墳（かなくらやまこふん）は、操山丘陵のほぼ中央に位置し、標高115メートルの山頂にある前方後円墳である。操山30号墳。4世紀末から5世紀初頭に造営されたと推定されている。全長165メートル、後円部は径110メートル・高さ18メートル。岡山県下4番目の規模である。前方部が北方向に向いている。くびれ部には造り出しが認められる。後円部3段、前方部2段の造りで埴輪が巡らされ、斜面には葺石が葺かれる。
1953年（昭和28年）に後円部の発掘調査が行われた。後円部頂中央とその南側に竪穴式石槨が確認された。中央部石槨の方が古い時代に造られている。石槨周辺から埴輪も家形、楯形など多数出土した。中央石槨は概ね盗掘されていたが、筒型銅器、鉄製武具が発見された。中央石槨には副室があり、盗掘を免れており鑿・錐・鋸などの工具を主とした鉄器が発掘された。南側石槨も盗掘に遭っているが、国産の変形二神四獣鏡、玉、鉄製武具などが出土した。2000年（平成12年）の発掘調査では後円部法面の調査が行われ、円筒埴輪・形象埴輪が出土するとともに、墳端埴輪列と葺石の確認作業がなされた。また、2014年度（平成26年度）の発掘調査では造出付近において大首長級古墳に見られる柵形埴輪列が、2015年度（平成27年度）の調査では造出部分において祭祀を行うためと見られる石敷遺構が、2016年度（平成28年度）の調査では湊茶臼山古墳にも見られる島状遺構が発見されている。

### 沢田大塚古墳
沢田大塚古墳（さわだおおつかこふん）は、円山の北西尾根山麓付近、沢田集落の近くに位置する。操山38号墳。円墳で直径16メートル・高さ4.7メートル。古墳時代後期の造営。石室は横穴式で全長11.4メートル、玄室は長さ4.8メートル・幅2.4メートル・高さ3.2メートル、羨道は長さ6.4メートル・幅1.7メートル。大人が十分に立てる規模の大きな石室が築かれている。

### その他
護国神社裏山古墳（13号墳）、柿の木古墳（33号墳、円墳）、石鉄山（いしぐろやま）古墳（54号墳、円墳、円山山頂）、経𡉕（きょうぐろ）古墳（96号墳、円墳）などがある。

## 画像

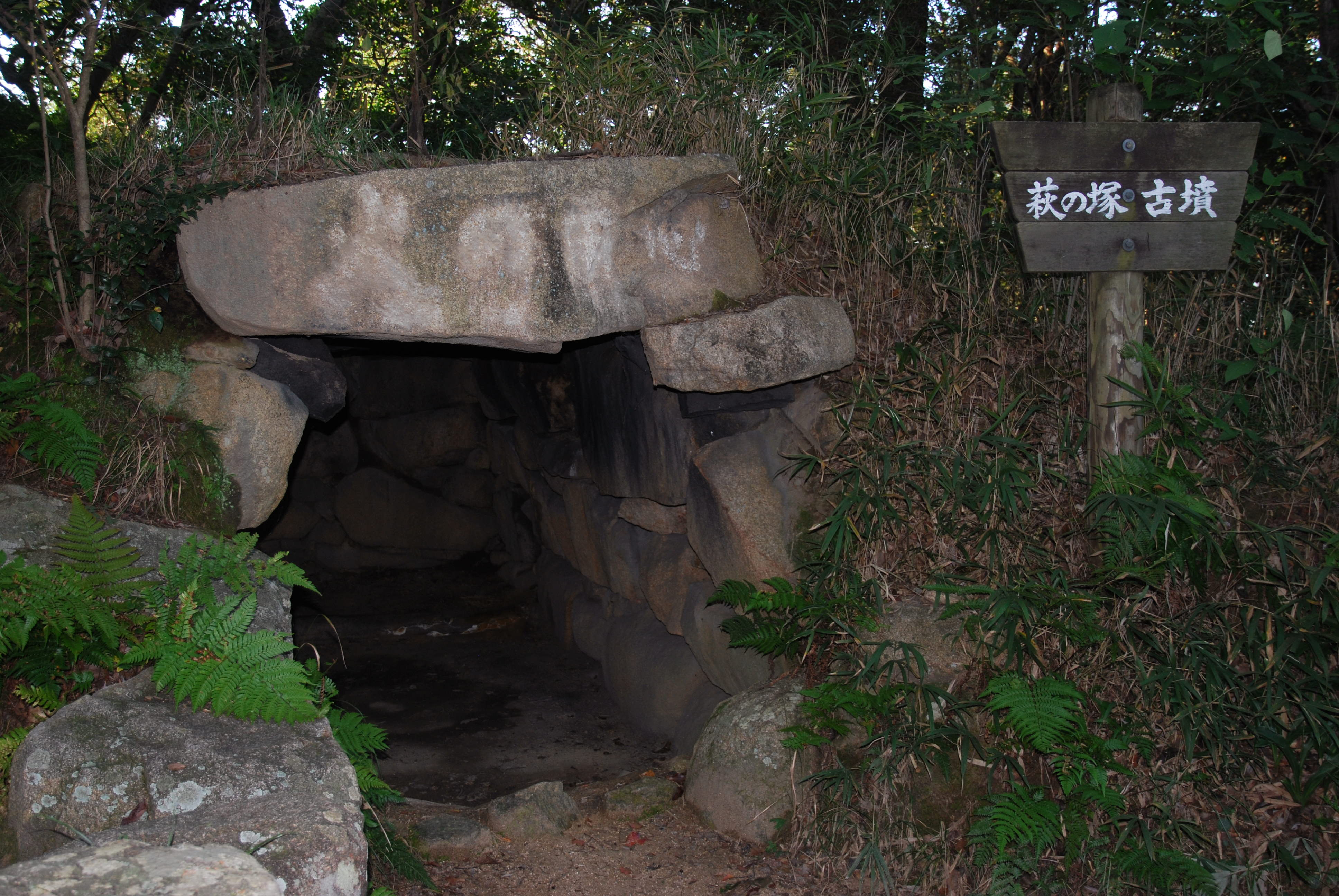
萩の塚古墳
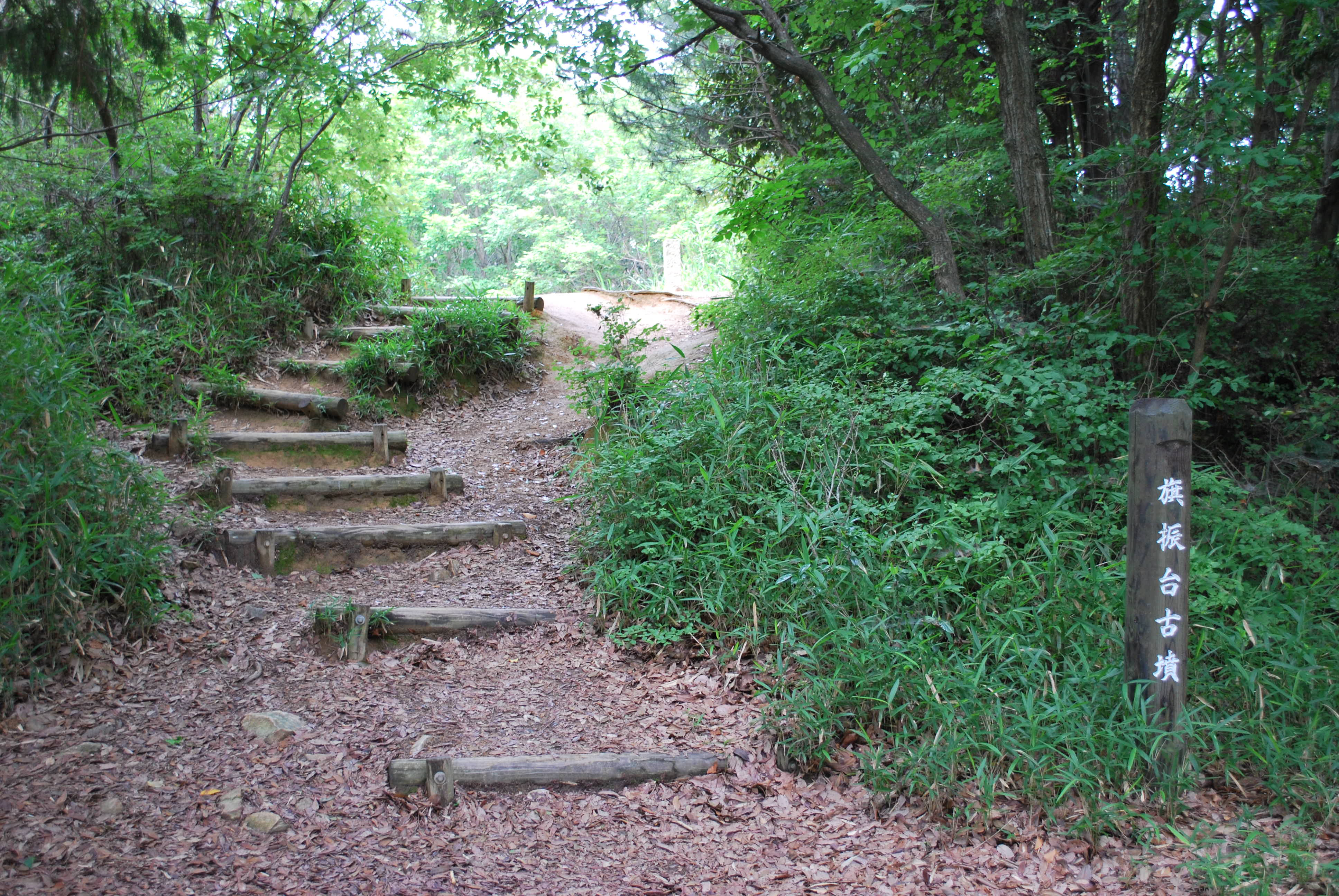
旗振台古墳
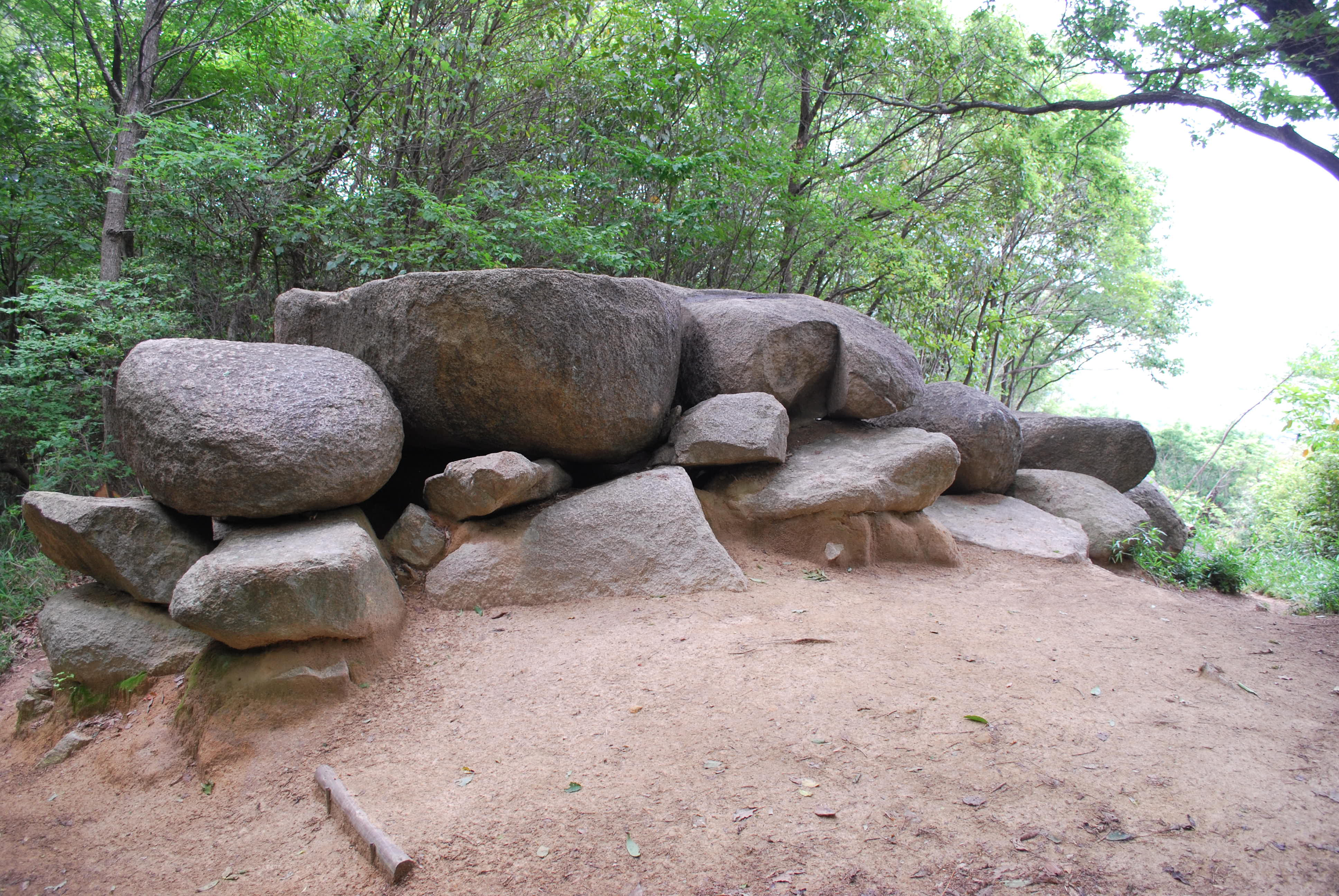
八畳岩古墳
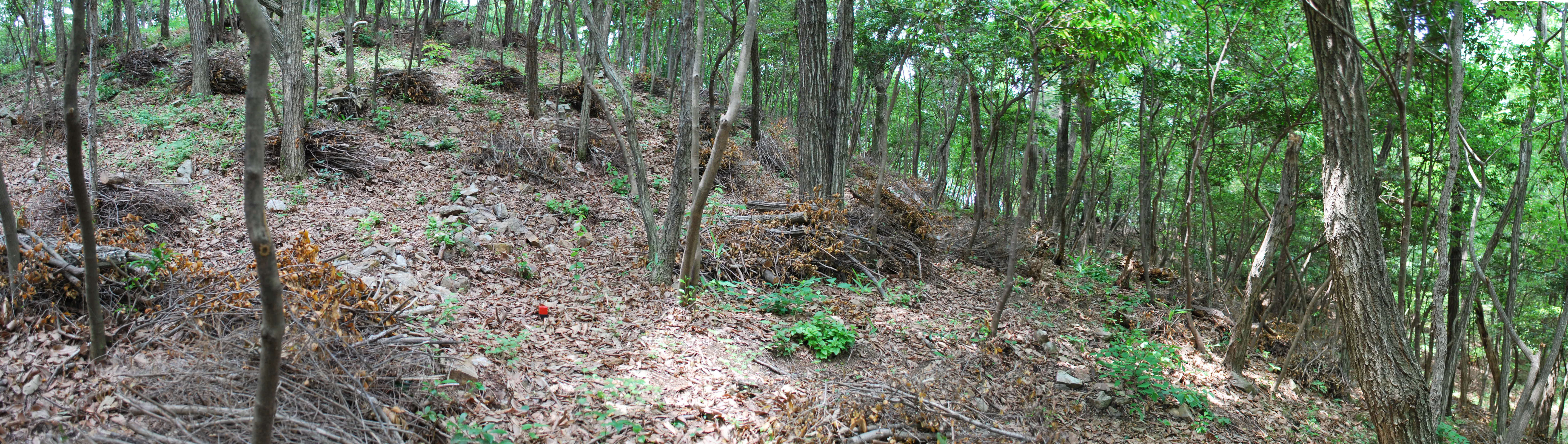
金蔵山古墳
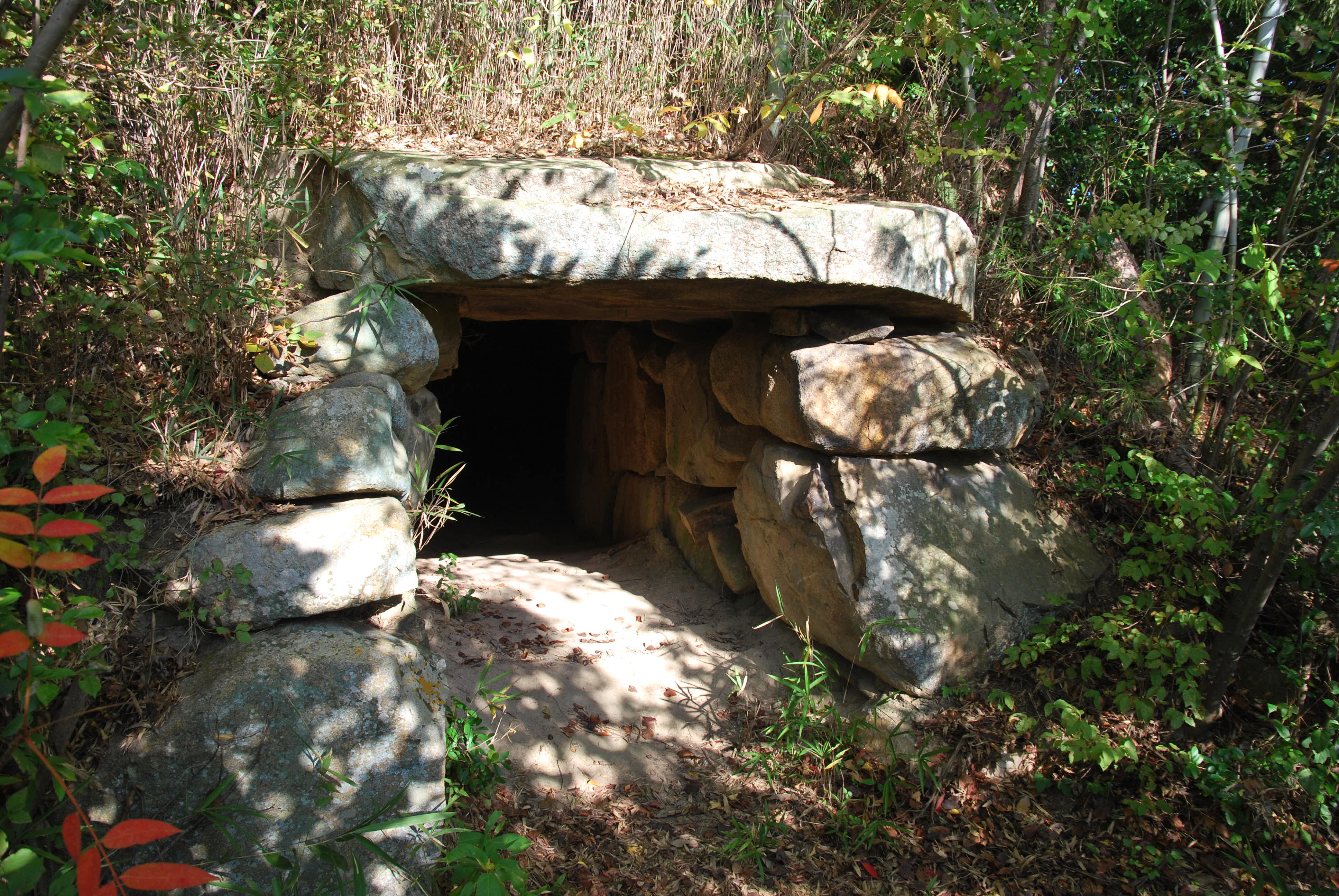
沢田大塚古墳
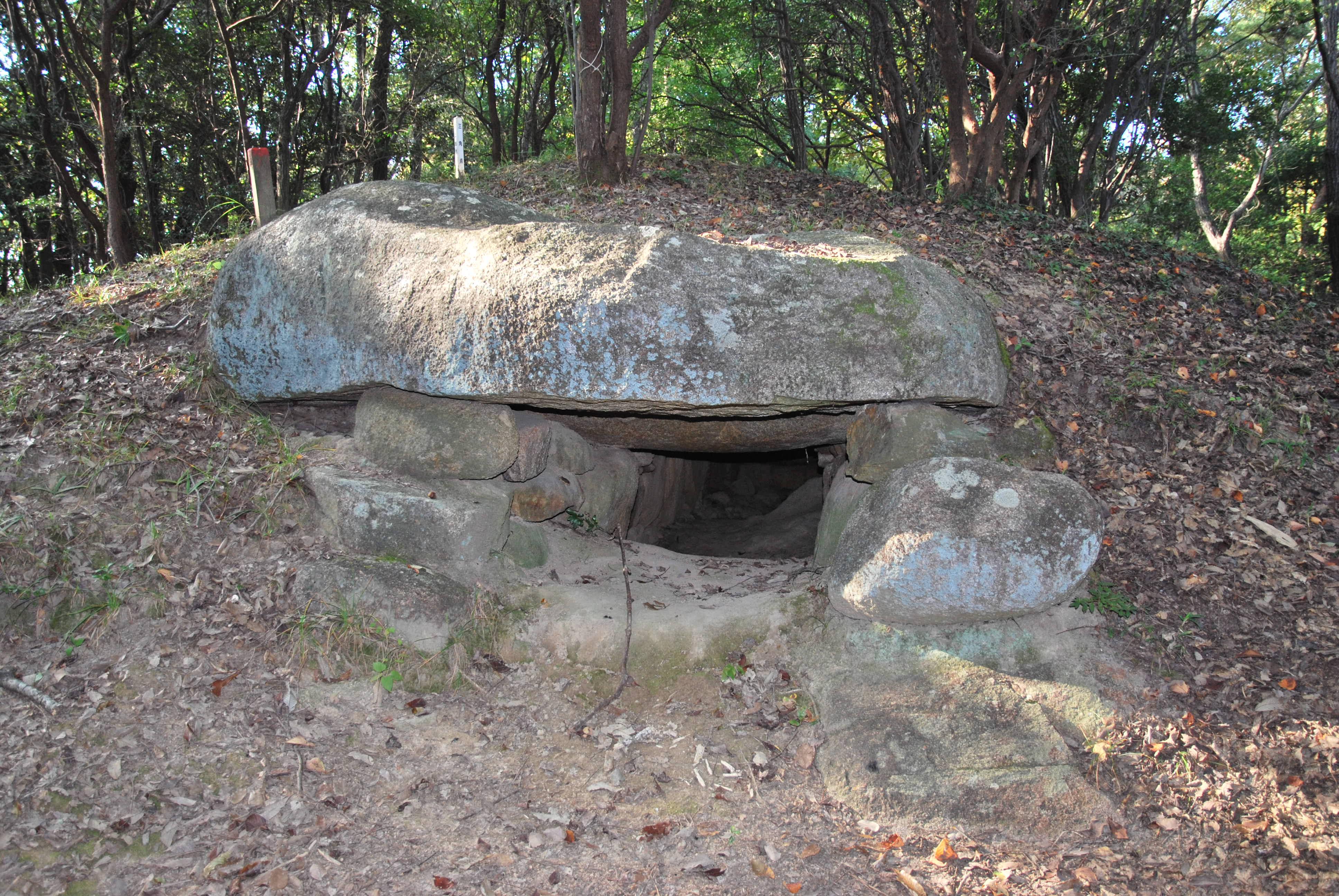
石鉄山古墳